# Olivier Le Naire
Olivier Le Naire, né le 16 mai 1960 à Niort (Deux-Sèvres), est journaliste et essayiste français. Après avoir été critique littéraire puis grand reporter à L'Express, il y devient rédacteur en chef adjoint de 2012 à 2016. Depuis, il poursuit son travail de journaliste en écrivant des livres engagés et en participant à des conférences dans ses domaines de prédilection : l’écologie, la culture, l'architecture, la citoyenneté et l'univers du vin.

## Biographie

### Formation et débuts dans le journalisme
Après une maîtrise de Droit puis un diplôme d'études approfondies (DEA) de sciences politiques (1983) à l’université de Paris Ouest-Nanterre La Défense, il passe, en 1983, le concours du Centre de formation des journalistes (CFJ). Il sort diplômé de cet établissement deux ans plus tard (Promotion 1985). Après une année de piges dans la presse écrite nationale puis à Radio France et Radio France internationale (RFI), il entre à L’Express en 1986.

### Carrière à L'Express
Il débute à L’Express en titrant les pages livres, économie et politique. En 1992, il intègre le service Culture, où il est chargé de la rubrique Télé, avant de devenir, l’année suivante, journaliste et critique littéraire. Il recense et commente les œuvres des principaux écrivains français contemporains,,(Michel Houellebecq, Jonathan Littell, J.M.G Le Clézio...). Il rédige aussi des portraits d’auteurs étrangers célèbres, qu’il va rencontrer dans leurs pays, comme Jorge Amado, Arturo Perez-Reverte, la Nobel polonaise Wisława Szymborska, Tom Wolfe,  Arundhati Roy... Il brosse également des portraits d'éditeurs français, et publie des enquêtes sur le monde de l'édition.
Il devient grand reporter en 2007 puis, en 2012, est nommé rédacteur en chef adjoint du service Société/Sciences/Environnement. Très impliqué dans la préparation de la COP21, il écrit et coordonne, durant toute l'année 2015, une série de grands entretiens,,,, notamment avec François Hollande, Albert II de Monaco, Emmanuel Le Roy Ladurie, Sebastiao Salgado, Yann Arthus-Bertrand, Luc Jacquet, sur la question du réchauffement climatique. Il publie également sur ce thème des grands reportages réalisés dans le monde entier.

### Autres activités
En 2004, la ministre de la Culture, Christine Albanel, le nomme Président de la Commission Vie littéraire du Centre national du livre (CNL), où se décide l’attribution des aides de l’État aux grandes manifestations littéraires françaises. Ainsi que de certaines bourses de résidence allouées aux écrivains. En 2006, il devient membre du Conseil d’administration du CNL, fonction qu’il occupe deux ans.
En 2008, Christine Albanel le charge de coordonner la mission Profession Éditeur, dont le rôle, au moment du virage numérique, est de recueillir, sous forme de grands entretiens filmés, le témoignage de 40 acteurs-clés de l’édition française. Ces films, réalisés avec une importante équipe de journalistes littéraires, sont exploités par l’Institut mémoires de l’édition contemporaine (Imec). Cette mission débouche, en 2011, sur un livre d’entretiens - Profession Éditeur, 8 grandes figures de l’édition contemporaine racontent -, publié par l’Imec, le CNL et le Syndicat national de l'édition (SNE).

### Engagements
À partir de 2013, il s'engage dans le domaine de l'écologie et de la citoyenneté, et publie cette année-là un livre d'entretiens avec Pierre Rabhi : "Pierre Rabhi, semeur d'espoirs" (Actes Sud),,.
En 2014, il lance le livre-manifeste "Nos voies d’espérance" (Actes Sud),, qu'il cosigne avec dix personnalités appelant, chacune dans sa spécialité, à un sursaut et à une réflexion approfondie sur notre société. Les dix coauteurs de ce livre sont Cynthia Fleury, Pierre-Henri Gouyon, Françoise Héritier, Nicolas Hulot, Frédéric Lenoir, Abd al Malik, Dominique Méda, Anne-Sophie Novel, Erik Orsenna et Pierre Rabhi. 
En 2015, il dirige et publie un recueil d’articles intitulé « Entrez au Panthéon ! » (Presses de la Cité/Omnibus/L’Express), afin d'explorer ce que recouvre la notion de "Grand homme" au XXIe siècle. Philippe Bélaval, président du Centre des monuments nationaux (CMN), le charge alors de rédiger le texte de l’audioguide du Panthéon. Ce texte, traduit en douze langues, est lu par André Dussollier et Rachida Brakni. Le 27 mai, jour des panthéonisations, il intervient dans de nombreux médias pour décrypter le sens de cette cérémonie,,,.
Au printemps 2017, il publie deux essais sur deux thèmes qu’il souhaite mettre en avant dans le débat de la campagne présidentielle. Le premier de ces livres - «  Le revenu de base, une idée qui pourrait changer nos vies » (Actes Sud) ,, – est écrit avec sa fille Clémentine Lebon. Le second – « Le grand gâchis culturel » , (Albin Michel) -  est une série d’entretiens avec le député-maire de Versailles, François de Mazières.
En 2018, il s’engage dans sa passion pour le vin en publiant un guide pratique -  « Découvrir les vins bio et nature »  (Actes Sud) -, et réalise pour L’Express des grands reportages sur les vins et spiritueux. Il fonde aussi L’Atelier des dégustateurs, une structure d'initiation à la dégustation avec laquelle il intervient partout en France, et organise - pour Bpifrance notamment - des ateliers de networking à destination des chefs d’entreprise.
En 2019, Valérie Pécresse, Présidente de la Région Île-de-France, et François de Mazières, Commissaire général de la Biennale d’architecture et de paysage (Bap) d’Île-de-France, lui confient la conception et la coordination des trois grandes journées de débats et colloques de cette Biennale, dont la première édition se tient à Versailles. Consacrées à la ville nature du XXIe siècle, ces rencontres réunissent des figures de l’écologie (Louis-Albert de Broglie, Pierre Rabhi, François Lemarchand…), des architectes et des paysagistes (Patrick Bouchain, Roland Castro, Alexandre Chemetoff, Nicolas Gilsoul, Djamel Klouche, Jean Nouvel, Dominique Perrault, Christian de Portzamparc, Elizabeth de Portzamparc…). Il réalise aussi de grands entretiens avec les commissaires de la Biennale et écrit les textes de l’exposition consacrée au Grand Paris Express.
Cette même année, il publie également, en collaboration avec l’un des meilleurs spécialistes de l’agroécologie - le scientifique Marc Dufumier –, « L’agroécologie peut nous sauver » ,(Actes Sud). Un livre d’entretiens qui propose une vision holistique et sociétale de la révolution agroécologique.